# High Watch
A High Watch, korábbi nevén a Holiday House és a helyiek körében a Harkness House, 1000 négyzetméteres ingatlan a Watch Hill dombon, Westerly városában, Rhode Island államban. Az állam legdrágább magánépülete, 2013 óta a ház tulajdonosa Taylor Swift amerikai énekes-dalszerző és nagy körülötte a sajtófigyelem, főleg arról ismert, hogy Swift itt tartja évente megrendezett függetlenség napi buliját, amire sok hírességet meg szokott hívni.
Amerikai gyarmati stílusban épült, egy 2 hektáros területen fekszik az óceánparton, egy magán stranddal is rendelkezik. A dombot, amire épült, lesként használták több csata közben is, nevét is innen kapta.
A házat 1929–1930-ban építették fel a Snowden családnak, akik egy olaj cég tulajdonosai voltak, ekkor kapta meg a Holiday House nevet. 1948-ban megvásárolta Rebekah Harkness, a Standard Oil cég örököse, aki életmódjáért hírhedt lett a helyiek körében. 1974-ben Gurdon B. Wattles üzletember megvásárolta és felújította a házat, átnevezve napjainkban is használt nevére. Swift 17,75 millió dollárért vette meg az ingatlan 2013-ban, majd 2020-ban a ház és Harkness által inspirálva kiadta a The Last Great American Dynasty című dalát.
Mióta Swift megvásárolta a házat, a rendőrségnek több esetben is le kellett tartóztatnia személyeket birtoksértés és betörések miatt. 2015-ben az állam kormányzója a ház helyzete miatt úgy döntött, hogy bevezet adót drága második otthonokra az államban. 2017-ben Swiftet beperelték, amiért felépített egy védőgátat az óceánparton, a felperesek azzal vádolták, hogy erre semmi joga nem volt, hiszen Swift nem volt a tengerpart tulajdonában. A bíróság Swift pártján állt. A L’Officiel az egyik legdrágább celebotthonnak nevezte.

## A ház
A házat 1929-ben és 1930-ban építette egy philadelphiai építész. Az ingatlanhoz egy 210 méteres strand tartozik, nyolc hálószobát, tíz és fél fürdőszobát tartalmaz. A házban található egy közel 11 méter hosszú szalon, egy 14 méter széles télikert, illetve egy nyolcszög alakú étkező, porcelánszekrényekkel. A konyhában található egy borhűtő. Az emeleten négy hálószoba van, amiből fürdőszoba nyílik és a lakosztály, két fürdőszobával. A fő hálószobában található egy italpult és innen érhető el a ház tetején elhelyezkedő tetőterasz. Az alsóbb szinteken található egy pihenőszoba, egy felszolgáló-konyha, egy öt autó tárolására képes garázs és egy műhely. A birtokon található egy medence is.

## Története

### Snowden család
A házat 1929-ben és 1930-ban építették Pearl Pinkerton McClelland Snowden számára, kinek férje 1918-ban meghalt. Snowden 1929-ben vásárolta meg a telket Eugene Atwoodtól. A Snowden család Pennsylvaniában töltötte korábbi éveit és olajpénzből lettek gazdagok, Texas, Louisiana, Oklahoma és Új-Mexikó államokban. A család walesi származású, van walesi, skót és angol királyi kötődésük is. Pearl Snowden felmenői között volt Edward Fuller (Stuart-ház), aki egyike volt a Mayflower utasainak és Robert Burns.
Az 1938-as új-angliai hurrikán kárt okozott a tengerpartban, melynek stabilizálása érdekében George Grant Snowden Jr. gránitsziklákat szállítatott Westerlybe, amik máig is láthatók a domb lábánál.

### Harkness család

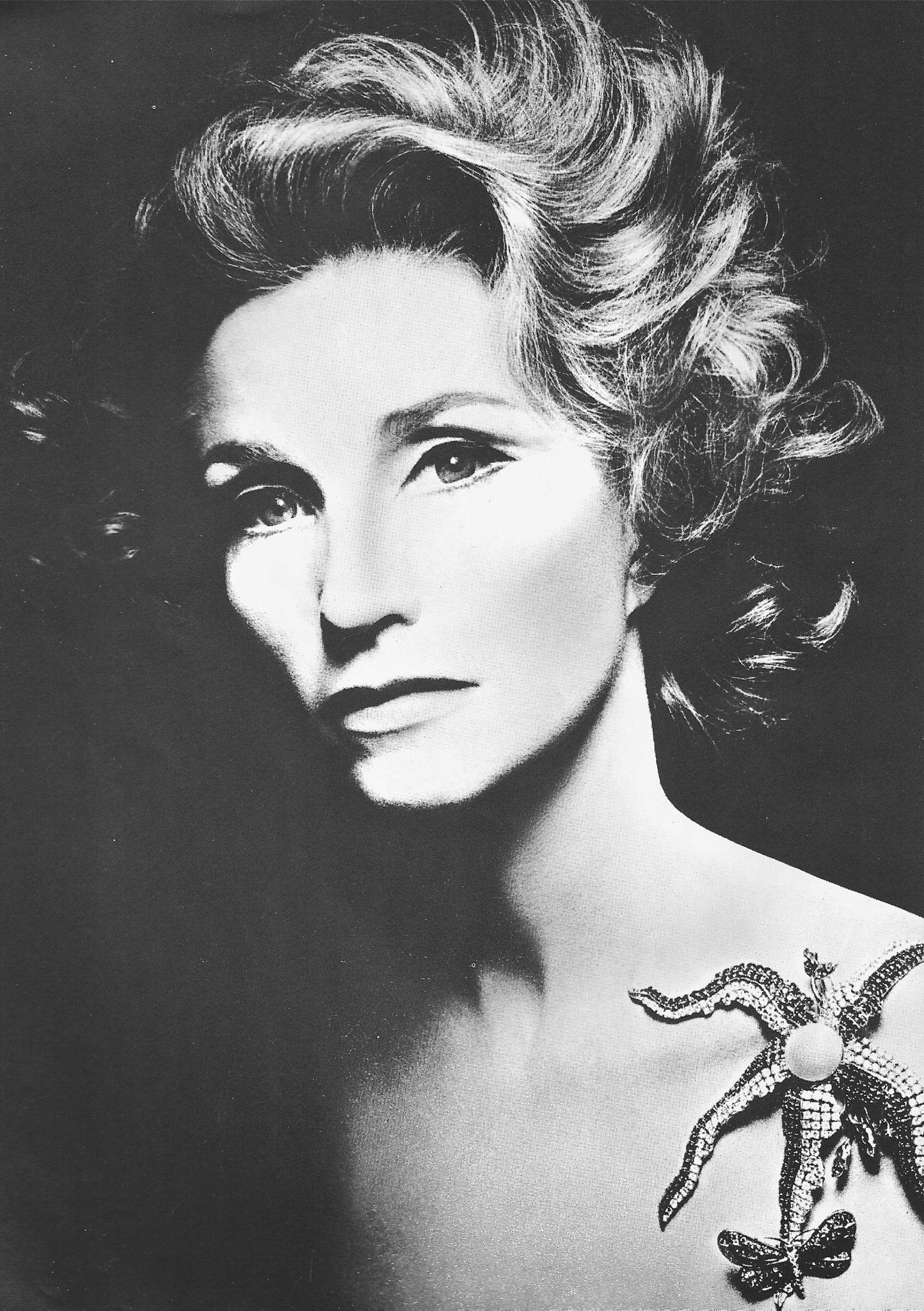
Rebekah Harkness 1972-ben

Stephen Vanderburgh Harkness a Standard Oil társalapítója és második legnagyobb részvényese volt, szerepe a cégben leginkább csak a szervezet pénzügyi támogatása volt, de haláláig az igazgatótanács tagja volt.
Vanderburgh Harkness féltestvére, Daniel M. Harkness szintén a Standard Oil részvényese volt, pénzét fiára, William Lamon Harknessre hagyta. Williamnek két gyermeke volt: Louise Hale Harkness (1898–1978), aki később összeházasodott David Sinton Ingallsszal, illetve William Hale Harkness. William Hale 1947-ben összeházasodott Rebekah Semple Westtel, aki korábban Dickson Pierce felesége volt. William Hale Harkness 1954-ben halt meg, amit követően Rebekah kétszer is újraházasodott: először Dr. Benjamin Harrison Keannel, majd Niels H. Lauersennel.
Rebekah 1948-ban vásárolta meg a házat a Snowden családtól. Szomszédjai nem kedvelték, mivel gyakran pezsgővel tisztította medencéjét és szerencsejátékokat játszott vendégeivel, akik közé például Salvador Dalí festőművész is tartozott. Rebekah férje vagyonának nagy részét jótékony célokra adományozta, például támogatta a Joffrey Ballet táncegyüttest. Támogatását megszüntette, mikor a társulat nem volt hajlandó átnevezni magát az ő tiszteletére és megnyitotta saját tánciskoláját Harkness Ballet néven, elcsábítva a Joffrey Ballet legtöbb táncosát. A Harkness Ballet 1975-ben szűnt meg. Rebekah ezek mellett orvostudományi kutatásokra is költötte pénzét. A helyiek napjainkig Harkness House-nak hívják az ingatlant.
Swift 2013-as vásárlása előtt Gurdon B. Wattles volt a ház tulajdonosa.

### Taylor Swift

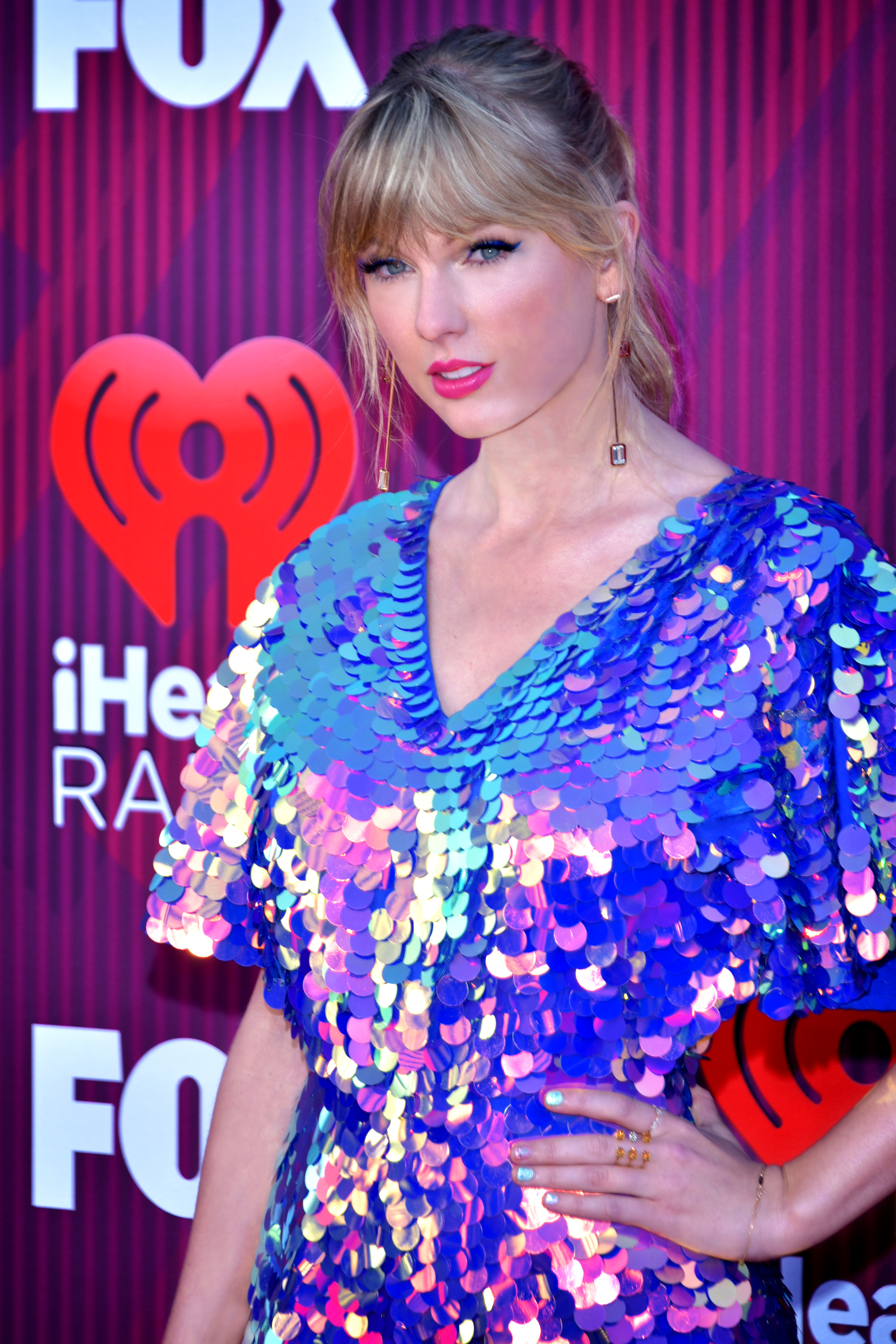
Taylor Swift (a képen 2019-ben), az ingatlan jelenlegi tulajdonosa

2013-ban Taylor Swift amerikai énekes-dalszerző megvásárolta az ingatlant, 17,75 millió dollárért. 2013 és 2017 között nagy médiafigyelmet kapott a ház, évente megrendezett függetlenség napi bulijaival kapcsolatban. A Cosmopolitan az Egyesült Államok történetének leghíresebb ünnepléseihez hasonlította, mint a Met Gala és a Vanity Fair Oscar-díj-ünnepsége. A magazin szerint az egyik legexkluzívabb buli az országban. A Vanity Fair szerint nagyon „kevés olyan hírességek által rendezett összejövetelek körül vannak ilyen, eltúlzott mítoszok, mint Taylor Swift július 4-i ünneplései.” A bulik ellen felszólaltak a helyi lakosok, mivel lesifotósok tömegei érkeztek a helyszínre az ünnepségek napján. 2018 és 2022 között nem rendezték meg a bulit, de 2023-ban már ismét összegyűltek a hírességek a házban.
2014-ben ismét vitába keveredett az énekes, amiért egy védőgátat szeretett volna építeni az ingatlan előtt elhelyezkedő óceánparton, ami megakadályozta volna, hogy a nyilvánosság hozzáférhessen a tengerparthoz. Swift erre azzal válaszolt, hogy tengerparti erózió által okozott károkat akart vele kijavítani és, hogy a gát saját telkén helyezkedett volna el. Egy 2017-es pert követően a Rhode Island-i legfelsőbb bíróság úgy döntött, hogy a westerly ingatlan-tulajdonosoknak volt joga kerítéseket építeni, hogy ismeretlen személyeket távol tartsanak magánstrandjaiktól. A főügyészi iroda ez ellen azzal próbált érvelni, hogy a strand területét több, mint száz évvel korábban a nyilvánosság számára elérhetővé tették, de a bíróság ezzel nem értett egyet, úgy döntve, hogy a strand magántulajdon volt.
Rhode Island kormányzója, Gina Raimondo 2015-ben új adó bevezetését javasolta második otthonokra, amik legalább egy millió dollárt értek, amire „Taylor Swift-adó” néven hivatkozott a sajtó. A javaslatot kritizálták és végül visszavonták, mivel úgy tekintették, hogy akadályozná a turizmust az államban a jövőben.
Swift a High Watch területén tartotta 2014-es és 2017-es „Secret Sessions” albumbemutatóit egyes rajongóinak, a 1989 és a Reputation megjelenése előtt. 2019. április 2-án egy ellopott autó az ingatlan kapujába csapódott egy rendőrségi üldözést követően.
A birtok körül több tábla is ki van helyezve, ami felszólítja a nyilvánosságot birtokháborítás ellen, mivel a múltban több alkalommal is rendőrségi beavatkozásra volt szükség betörések miatt. Ezek közül három is 2019-ben történt, egy nőt 2023-ban letartóztattak.
2020-ban Swift kiadta Folklore című albumát, amin szerepelt a The Last Great American Dynasty című dal. A számot a ház és Rebekah Harkness élete inspirálta. A dalban Swift önmagát Harknesshez hasonlítja, kiemelve a sajtó negatív hangvételét magánélete és életstílusa miatt. A felvételt zenekritikusok méltatták, történetmesélése és dalszövege miatt, a Billboard Hot 100 slágerlistán 13. helyig jutott.